# Тынянова, Лидия Николаевна
Лидия Николаевна Тынянова (6 декабря [19 декабря] 1902, Режица, Российская империя — 1984, СССР) — русская писательница, автор исторических повестей для детей. Сестра филолога Ю. Н. Тынянова, жена писателя В. А. Каверина.

## Биография
Лидия Тынянова родилась в семье врача. В 1924 году она окончила филологический факультет Ленинградского государственного университета.
В 1923 году, несмотря на недовольство своей матери, а также старших братьев, вышла замуж за Вениамина Александровича Каверина. В браке родились в 1924 году дочь Наталья, будущий фармаколог, а в 1933 году сын Николай, будущий вирусолог. Автор биографии Каверина в серии «ЖЗЛ» Н. Староселькая считает, что черты Тыняновой отразились в героинях романов Каверина: Машеньке Бауэр из «Исполнения желаний», Кате Татариновой из «Двух капитанов», Татьяне Власенковой из «Открытой книги». О романе с Тыняновой Каверин рассказал в своей мемуарной трилогии «Освещённые окна».
Тынянова написала ряд исторических повестей для детей: «Рылеев» (1926) о декабристе К. Ф. Рылееве, «Каховский» (1930) о декабристе П. Г. Каховском, «Мятежники горного корпуса» (1931), «Друзья-соперники» (1945) о биологе Ч. Дарвине, «Повесть о великой актрисе» (1950) об М. Н. Ермоловой, «Друг из далека» (1955—1962) о путешественнике Н. Н. Миклуха-Маклае, «Неукротимый Гарин» (1974) о писателе Н. Г. Гарине-Михайловском. Рецензии на её повести появлялись в таких изданиях, как «Книга и революция», «Литературная газета», «Новый мир». По мнению Старосельской, исторические повести Тыняновой стали продолжением дела Тынянова, а их темы свидетельствуют об общности интересов Тыняновой и Каверина. Некоторые повести были переведены на иностранные языки.
Умерла в 1984 году. Похоронена на Ваганьковском кладбище (18 уч.). В 1989 году рядом с Лидией Николаевной был похоронен её муж. В 1943 году на том же кладбище был похоронен её брат - Юрий Тынянов (уч. 39).

## Сочинения
- Тынянова Л. Н. Рылеев: Повесть для юношества. — М.; Л.: Гос. изд-во, 1926. — 55 с.
- Тынянова Л. Н. Каховский. — М.; Л.: Гос. изд-во, 1930. — 85 с.
- Тынянова Л. Н. Мятежники горного корпуса. — М.; Л.: Огиз — Мол. гвардия, 1931. — 55 с.
- Тынянова Л. Н. Друзья-соперники. — М.: Детиздат, 1945. — 85 с.
- Тынянова Л. Н. Повесть о русской актрисе. — М.; Л.: Изд-во и ф-ка дет. книги Детгиза в М., 1950. — 168 с.
- Тынянова Л. Н. Друг из далека: Повесть о путешественнике Н. Н. Миклуха-Маклае. — М.: Детгиз, 1955. — Т. 1. — 232 с.
- Тынянова Л. Н. Друг из далека: Повесть о путешественнике Н. Н. Миклуха-Маклае. — М.: Детгиз, 1962. — Т. 2. — 414 с.
- Тынянова Л. Н. Повесть о великой актрисе [Перераб. изд.]. — М.: Дет. лит., 1966. — 192 с.
- Тынянова Л. Н. Неукротимый Гарин. — М.: Дет. лит., 1974. — 143 с.
- Тынянова Л. Н. Из «Воспоминаний детства» // «Каждая книга — поступок». Воспоминания о В. Каверине: Сборник / Сост. Т. Бердикова и Н. Каверин. — М.: Б.С.Г.-Пресс, 2007. — С. 47—65. — 335 с.